# Love. Angel. Music. Baby.
Love. Angel. Music. Baby. o L.A.M.B. es el primer álbum de estudio como solista de la cantante estadounidense Gwen Stefani, publicado el 23 de noviembre de 2004 por la compañía Interscope Records. Aunque originalmente comenzó como un pequeño proyecto, terminó convirtiéndose en un álbum con numerosos productores y colaboraciones. En un principio, fue diseñado como una versión actualizada de la música de los años 1980, e influenciándose de artistas como Madonna, New Order, Cyndi Lauper, The Cure, Lisa Lisa y Cult Jam. La mayoría de las canciones tratan sobre la moda y riqueza, mientras que explora géneros como el pop, el new wave, el synth pop, el new jack swing, el rock electrónico y el electropop. La grabación presentó a las Harajuku Girls, cuatro bailarinas que aparecen en las diferentes actuaciones de Stefani y que están basadas en las tendencias de la moda Harajuku de Tokio.
Love. Angel. Music. Baby. recibió generalmente reseñas positivas de los críticos musicales; mientras que algunos lo llamaron un álbum ingenioso, potente y agradable, otros criticaron el gran número de colaboradores y productores. No obstante, el álbum le valió a Stefani seis nominaciones a los premios Grammy de 2005 y 2006. La recepción comercial del disco fue moderada a lo buena; alcanzó los diez primeros puestos en Australia, Canadá, Dinamarca, Estados Unidos, Finlandia, Grecia, Irlanda, México, Noruega, Nueva Zelanda, el Reino Unido y Suecia. Para su promoción, se lanzaron seis sencillos comerciales: «What You Waiting For?», «Rich Girl», «Hollaback Girl», «Cool», «Luxurious» y «Crash». Para noviembre de 2006, Love. Angel. Music. Baby. había vendido siete  millones de copias en el mundo.

## Concepción
El presidente y cofundador de la compañía discográfica Interscope Records, Jimmy Iovine, fue quien convenció a Gwen Stefani de grabar un álbum como solista. La producción de Rock Steady, el último trabajo de estudio de No Doubt, estuvo a cargo de Prince, The Neptunes y David A. Stewart, quienes posteriormente también colaborarían en la de Love. Angel. Music. Baby. Mientras la banda se encontraba en la gira Rock Steady Tour, Stefani escuchó el sencillo de Club Nouveau «Why You Treat Me so Bad?» (1987), y se planteó grabar material discográfico inspirado en la música de los años 1980. De esta forma, contactó a su antiguo novio y bajista de No Doubt, Tony Kanal, quien a su vez habló con The Neptunes para que trabajasen con la cantante.
La grabación comenzó a principios de 2003 y Stefani declaró que estaba interesada en grabar sencillos que pudieran ser utilizados para bandas sonoras —tiempo después, ella misma interpretó a Jean Harlow en la película El aviador—. Poco a poco, el disco comenzó a obtener diversas colaboraciones y la cantante comentó que quería publicarlo bajo el seudónimo GS. Entre otras colaboraciones, se incluyó la de Linda Perry, con quien Stefani escribió el primer sencillo del álbum, «What You Waiting For?».
La cantante decidió trabajar con Tony Kanal para la segunda canción, aunque declaró que no quería que esto se convirtiera en un inconveniente personal, ya que ambos habían tenido una relación amorosa. Tras haber terminado «Crash», dejaron de trabajar, aunque varios meses después, regresaron a componer y producir material nuevo. Seis meses después, Stefani decidió contactar a otros artistas y hacer un trabajo más elaborado. Reanudó el trabajo con Linda Perry, que invitó a los productores Dallas Austin, André 3000 y Dr. Dre. La misma cantante anunció el disco a principios de 2004, y lo describió como un «álbum bailable» y de «gran placer».

## Composición

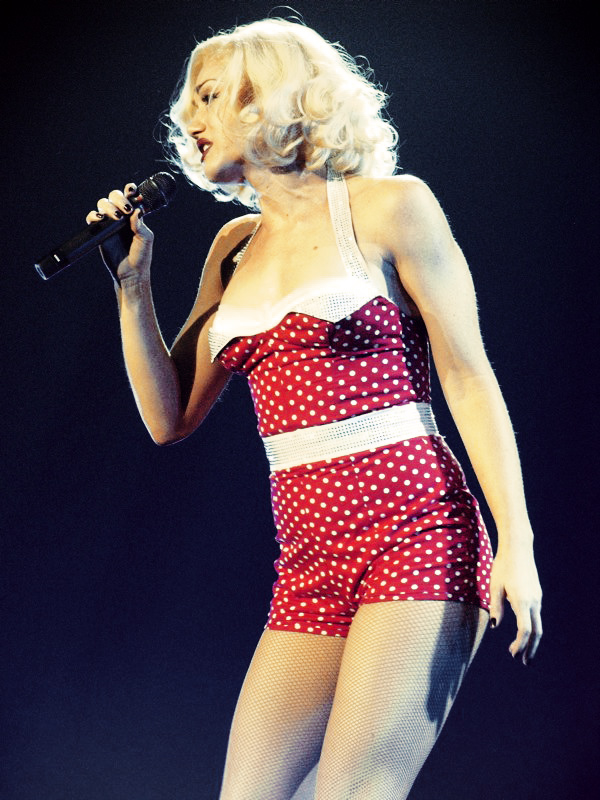
Gwen Stefani cantando «The Real Thing», canción con influencias de synth pop.

### Contenido lírico
Al igual que los álbumes pop de los años 1980, Love. Angel. Music. Baby. centró el contenido de sus letras en el dinero y la moda. Contiene varias referencias a la marca de ropa L.A.M.B, propiedad de la artista, y también alude a diseñadores de moda contemporánea como John Galliano, Rei Kawakubo y Viviene Westwood. La cantante también lanzó una serie de muñecas llamadas «Love. Angel. Music. Baby. Fashion Dolls», diseñadas después del vestuario de su gira. El tema de apertura, «What You Waiting For?», habla de su deseo de ser madre y en 2006, ella y su esposo, el cantante de la banda Bush, Gavin Rossdale, tuvieron un hijo llamado Kingston Rossdale. La cuarta pista, «Cool», aborda la amistad de Stefani con Kanal después de que este terminara una relación amorosa con ella en 1995. Casi todas las canciones mencionan al grupo de bailarinas japonesas Harajuku Girls, cuatro mujeres que fueron presentadas al mundo gracias a él.

### Estilo musical
Love. Angel. Music. Baby. tomó influencias de una variedad de géneros musicales de la década de 1980, lo que le conllevó muchas críticas. Está formado principalmente por la música pop, con la característica de que maneja sintetizadores del subgénero synth pop, populares desde finales de los años 1970 hasta mediados de los '80. Incluye el género new wave con el estilo de No Doubt, aunque los críticos señalaron que es más parecido al de la banda The Go-Go's y el de la cantante Cyndi Lauper. En menor grado, se basa en subgéneros del rock, como el rock electrónico. Stefani quería lograr que su trabajo fuese un álbum bailable, pero al no obtener los resultados esperados, comentó que «no importa lo que se haga. Las cosas solo salen». Citó como inspiraciones de L.A.M.B. a artistas como Club Nouveau, Depeche Mode, Lisa Lisa and Cult Jam, Prince, New Order, The Cure y Madonna.
Las canciones incluyen fuertes ritmos de sintetizadores electro y fueron creadas para reproducirse en clubes nocturnos. Dallas Austin y Tony Kanal incorporaron ritmos R&B en la canción «Luxurious», que además fue influenciada por la banda The Isley Brothers. Por su parte, Jimmy Jam y Terry Lewis trabajaron con el género new jack swing, que consiste en la fusión del R&B y el punk, y que la pareja usó y popularizó a mediados de los años 1980.

### Canciones
La primera canción que se escribió para L.A.M.B fue «What You Waiting For?», elegida además como el primer sencillo, debido a que la letra alude a la creación de un álbum solista y al deseo personal de Stefani de ser madre. El vídeo musical está inspirado en la secuela de libros del escritor Lewis Carroll, Las aventuras de Alicia en el país de las maravillas (1865). Recibió reseñas positivas, al calificarlo como una gran producción y como la pieza más destacable del disco. Llegó a las diez primeras posiciones de la mayoría de las listas musicales. La segunda canción y sencillo, «Rich Girl», es una adaptación del tema «If I Were a Rich Man», de la película musical de Norman Jewison, El violinista en el tejado (1971). Cuenta con la colaboración de la rapera Eve, con quien Stefani ya había trabajado en «Let Me Blow Ya Mind» (2001). Tuvo un éxito similar al de su predecesor en los repertorios musicales.
El tercer tema y sencillo es «Hollaback Girl». Su letra fue compuesta en respuesta a un comentario despectivo que la cantante de grunge Courtney Love hizo a Stefani, al llamarla animadora. Recibió reseñas variadas y varias de ellas negativas por el repetitivo uso de la palabra shit —«mierda»—. A pesar de ello, ha sido el más vendido y popular de L.A.M.B, pues se convirtió en la primera canción en vender un millón de descargas digitales legales en el mundo, entrando en el Libro Guinness de los récords de 2006. El 28 de julio de 2023, la Recording Industry Association of America le concedió al sencillo unos seis discos de platino por 6 millones de ventas. La cuarta pista y sencillo, «Cool», también contó con respuestas favorables de los periodistas. Sin embargo, no tuvo el mismo éxito en las listas como sus predecesoras; alcanzó el puesto 13 en la Billboard Hot 100 de Estados Unidos y los diez primeros en Australia, los Países Bajos y Nueva Zelanda. El tema relata el romance vivido por Stefani y su exnovio Tony Kanal, quien, en el vídeo musical, es interpretado por el actor Daniel González, ilustrado a través de analepsis. La quinta canción, titulada «Bubble Pop Electric», cuenta con mezclas de electropop e incluye la participación vocal de André 3000, bajo el seudónimo Johnny Vulture. Relata la historia de dos personas teniendo sexo en un autocine; fue bien recibida por la crítica, quienes la compararon a los filmes Grease (1978) y Grease 2 (1982).

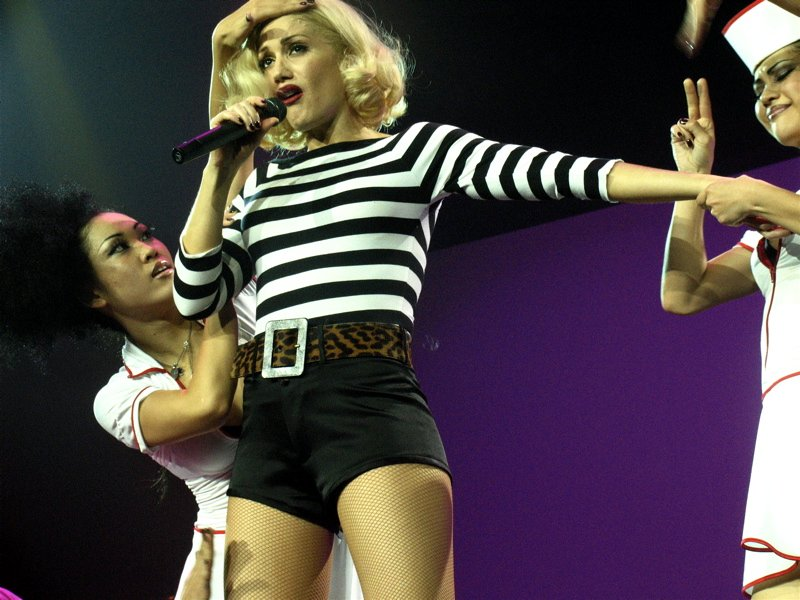
La cantante durante la interpretación de «Serious», junto con dos Harajuku Girls en la gira Harajuku Lovers Tour (2005).

La sexta canción, titulada «Luxurious» y elegida como quinto sencillo, tiene la colaboración de Slim Thug y su contenido lírico compara el amor con las riquezas. No tuvo gran acogida por parte de los críticos, y consiguió un éxito muy inferior en comparación a los anteriores sencillos. La séptima pista, «Harajuku Girls», fue producida por Jimmy Jam y Terry Lewis que obtuvo críticas variadas; lo calificaron de «extraño», hasta «homoerótico». Inicialmente, Stefani no pensó en lanzar el sexto sencillo y octava canción, «Crash», pues además de estar embarazada, se encontraba preparando el lanzamiento de su siguiente álbum, The Sweet Escape. Por ello, la canción no fue muy promocionada y el vídeo musical se hizo a partir de una interpretación en directo extraída del DVD Harajuku Lovers Live. El noveno tema, «The Real Thing», es la que tiene más colaboraciones, debido a que Linda Perry, Wendy y Lisa y New Order hicieron parte en su producción. Esto también condujo a que fuera muy citada por los críticos, al recibir comentarios variados, como por ejemplo Nick Sylvester, de Pitchfork Media, quien comentó: «Cualquiera de los que participaron en la grabación deberían dejarse morder por un perro abandonado». Por su parte, Jason Shawan de About.com la catalogó como el mejor momento del álbum. La pista diez, «Serious», es un tema de synth pop comparado con el trabajo realizado por Madonna a inicios de la década de 1980. Se produjo un vídeo musical para que fuese lanzada como sencillo, pero finalmente no llegó a realizarse. «Danger Zone», una canción rock electrónica, obtuvo opiniones favorables de los críticos por ser comparada con los trabajos de Stefani con No Doubt. Su lírica se basa en la hija ilegítima de Gavin Rossdale, esposo de la cantante. La última canción se titula «Long Way to Go» y es una mezcla hecha por André 3000, inspirándose en el álbum Speakerboxxx/The Love Below (2003), de Outkast. El tema habla sobre las relaciones raciales y usa un fragmento del discurso de Martin Luther King, «Yo tengo un sueño».

## Recepción crítica
L.A.M.B. recibió generalmente comentarios positivos de los críticos musicales. En Metacritic el álbum obtuvo una calificación promedio de 71 sobre 100, basada en 22 reseñas profesionales. Stephen Thomas Erlewine de Allmusic dijo que «alterna entre lo emocionante y lo embarazoso», y Kelefa Sanneh del New York Times lo describió como «ingenioso y por momentos atractivo», aunque también afirmó que no tenía mucho contenido. Jennifer Nine, de Yahoo!LAUNCHcast, lo elogió y lo denominó como picante, elegante y genial, y comentó que todo el álbum era potente y sin contenido de relleno. Lisa Haines, de la cadena de televisión BBC, señaló que Stefani se había convertido en una rival de Madonna y Kelis, mientras que Krissi Murison del semanario musical NME sostuvo que la cantante «saquea penosamente la música de los años '80, pero el álbum es de los más brillantes y con dosis de retro pop que nadie ha tenido el valor de publicar en todo el año». John Murphy de musicOMH lo calificó de agradable, aunque añadía que era de una calidad regular y demasiado largo. Rob Sheffield de Rolling Stone lo consideró como una «fiesta irresistible: inútil, hedonista y muy raro».
En general, tuvo críticas variadas por su gran número de colaboraciones y productores. De este modo, Caroline Sullivan de The Guardian comentó que, aunque habían sido muchos los que ayudaron a su creación, L.A.M.B. era un espectáculo personal de Stefani. Jason Damas de PopMatters sostuvo que parecía un nuevo The Singles 1992-2003, producción de No Doubt, mientras que Nick Sylvester de Pitchfork Media añadía que el gran número de colaboradores sacrificaba la identidad de Stefani. Anthony Carew de Neumu, por el contrario, comentó que era decepcionante, y que lo único bueno que tenía era sus colaboraciones. La mayoría de los periodistas sostuvieron que las colaboraciones impedían que el álbum tuviese un sonido solidificado. Así, Eric Greenwood de Drawer B indicó que Stefani parecía manipulada y controvertida. David Browne de Entertainment Weekly afirmó que el disco es como una revista corriente que se asemeja a un catálogo y a una colección de artículos pasados de moda.
Muchos periodistas centraron sus comentarios en el contenido lírico; David Browne Entertainment Weekly calificó las referencias a la línea de ropa de Stefani como algo desvergonzado, y agregó que cada canción era un desfile de modas extravagante. Por su lado, Nick Sylvester de Pitchfork Media sostuvo que el álbum es una demostración de riqueza, aunque no tan graciosa como la que hizo el Joker en Gotham City; añadió que es una digna inspiración de los cantantes Prince y Wendy & Lisa. Sal Cinquemani de la revista Slant afirmó que es un fetiche de moda y ofrece una temática obligada hacia lo que quería Stefani, e indicó que la gran obsesión con las Harajuku Girls podría llegar a ser maníaca. Por el contrario, Caroline Sullivan de The Guardian argumentó que la inspiración del álbum en el mundo oriental daba un gran brillo al pop actual, y concluyó que las mezclas de hip hop estaban bien elaboradas. Entre otras reseñas al estilo musical, R. J. de Blender declaró: «El único estilo de radio significante de los años 1980 que se ha omitido era el ska punk revival que No Doubt lanzó al éxito».

### Reconocimientos
Como reconocimiento, la revista Rolling Stone incluyó a Love. Angel. Music. Baby. entre los 50 mejores álbumes de 2004. Por otro lado, en la ceremonia de los premios Billboard Music de 2005, Stefani ganó en la categoría canción digital del año, por el tercer sencillo, «Hollaback Girl», mientras que ella, se llevó el premio mejor artista nuevo. También obtuvo varios reconocimientos en los premios Grammy; en la entrega de 2005, recibió una nominación a la mejor interpretación femenina vocal de pop, por el tema «What You Waiting For?»; allí también interpretó «Rich Girl» con Eve. Al año siguiente, obtuvo cinco nominaciones, en las categorías de mejor álbum de pop vocal, álbum del año, mejor interpretación femenina vocal de pop y grabación del año —por «Hollaback Girl»— y mejor colaboración de rap/cantada —por «Rich Girl»—.

## Ventas e impacto

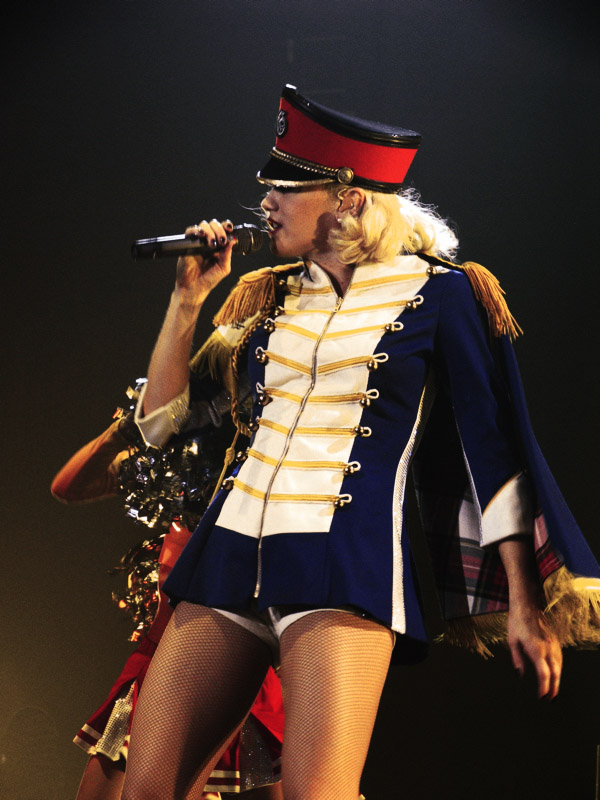
Gwen Stefani interpretando «Hollaback Girl», la canción más exitosa del álbum.

Love. Angel. Music. Baby. debutó en la posición siete de la lista estadounidense Billboard 200, al vender 309 000 copias en su primera semana. No obstante, la semana siguiente, abandonó el repertorio de los quince álbumes más vendidos, y no volvió a los quince primeros sino hasta el 5 de marzo de 2005. Finalmente, para el 18 de junio del mismo año, el álbum llegó al puesto número cinco, con un aumento de 83 000 copias. El 8 de marzo de 2021, la asociación estadounidense RIAA certificó al álbum con cinco discos de platino, por vender cinco millones de copias en dicho país. En Canadá, ocupó la tercera posición de la Canadian Albums, y la Canadian Recording Industry Association (CRIA) lo condecoró con cinco discos de platino, por la venta de 500 000 unidades en esa nación.
L.A.M.B. tuvo un éxito similar en Europa; el 4 de diciembre de 2004, debutó en la posición 14 del Reino Unido; cinco meses después, el 21 de mayo de 2005, alcanzó la posición más alta, en el número 4. Permaneció más de un año en el repertorio, y, en el último bimestre de 2005, el álbum ocupó la vigésima posición de la lista de los más vendidos del año en dicho país. Asimismo, el 16 de junio del mismo año, la British Phonographic Industry (BPI) le entregó tres discos de platino, al vender más de un millón de copias; y, para febrero de 2007, había comercializado 1 013 000 unidades. Por su parte, L.A.M.B. ocupó los diez primeros puestos en Dinamarca, Finlandia, Grecia, Irlanda, Noruega y Suecia, y en los veinte en Alemania, Austria, la región Flamenca de Bélgica, Francia, los Países Bajos, la República Checa y Suiza. En mayo de 2005, la Federación Internacional de la Industria Fonográfica (IPFI, por sus siglas en inglés), lo condecoró con disco de platino, tras comercializar un millón de copias en el continente europeo.
En Australia, Love. Angel. Music. Baby. se ubicó en el primer puesto por dos semanas consecutivas y duró en la lista 56 semanas. Fue el cuarto disco más vendido en dicho país al finalizar el año, y, en la lista de los álbumes más vendidos durante la década, quedó en el lugar 49. La Australian Recording Industry Association (ARIA) informó que el álbum había vendido más de trescientas mil copias, por lo que le otorgó el reconocimiento de cuatro discos de platino. Love. Angel. Music. Baby. ha vendido ocho millones de copias en el mundo, y se convirtió en el duodécimo álbum más vendido en el 2005.

## Lista de canciones
| N.º | Título                                     | Escritor(es) | Productor(es)                                    | Duración |  |
| 1.  | «What You Waiting For?»                    | Gwen Stefani, Linda Perry                                                                                             | Nellee Hooper                                    | 3:41     |  |
| 2.  | «Rich Girl» (con Eve)                      | Mark Batson, Jerry Bock, Kara DioGuardi, Mike Elizondo, Eve, Sheldon Harnick, Chantal Kreviazuk, Stefani, Andre Young | Dr. Dre                                          | 3:56     |  |
| 3.  | «Hollaback Girl»                           | Stefani, Pharrell Williams, Chad Hugo                                                                                 | The Neptunes                                     | 3:19     |  |
| 4.  | «Cool»                                     | Stefani, Dallas Austin                                                                                                | Austin, Hooper (adicional)                       | 3:09     |  |
| 5.  | «Bubble Pop Electric» (con Johnny Vulture) | André Benjamin, Stefani, Seven                                                                                        | Vulture                                          | 3:42     |  |
| 6.  | «Luxurious» (con Slim Thug)                | Stefani, Tony Kanal, Ronald Isley, O'Kelly Isley, Rudolph Isley, Ernie Isley, Marvin Isley, Chris Jasper              | Hooper, Kanal                                    | 4:24     |  |
| 7.  | «Harajuku Girls»                           | Stefani, James Harris III, Terry Lewis, James Quenton Wright, Bobby Ross Avila, Issiah J. Avila                       | Jimmy Jam, Lewis, Mark «Spike» Stent (adicional) | 4:51     |  |
| 8.  | «Crash»                                    | Stefani, Kanal | Kanal                                            | 4:06     |  |
| 9.  | «The Real Thing»                           | Stefani, Perry, GMR                                                                                                   | Hooper, Stent (adicional)                        | 4:12     |  |
| 10. | «Serious»                                  | Stefani, Kanal | Kanal, Stent (adicional)                         | 4:48     |  |
| 11. | «Danger Zone»                              | Stefani, Austin, Perry                                                                                                | Hooper, Austin                                   | 3:37     |  |
| 12. | «Long Way to Go» (con André 3000)          | Benjamin, Stefani | André 3000                                       | 4:34     |  |

| Pistas adicionales internacionales |                                                                               |          |  |
| N.º                                | Título                                                                        | Duración |  |
| 13.                                | «The Real Thing» (Wendy and Lisa Slow Jam Mix)                                | 3:35     |  |
| 14.                                | «What You Waiting For?» (Elevator Mix) (únicamente en el Reino Unido y Japón) | 4:06     |  |
| 15.                                | «What You Waiting For?» (Vídeo – Director's Cut) (únicamente en Japón)        |          |  |

| CD adicional edición de lujo |                                                        |          |  |
| N.º                          | Título                                                 | Duración |  |
| 1.                           | «What You Waiting For?» (Jacques Lu Cont's TWD Mix)    | 8:04     |  |
| 2.                           | «What You Waiting For?» (Jacques Lu Cont's TWD Dub)    | 8:21     |  |
| 3.                           | «What You Waiting For?» (en directo)                   | 3:43     |  |
| 4.                           | «Harajuku Girls» (en directo)                          | 4:37     |  |
| 5.                           | «Hollaback Girl» (Hollatronix Remix by Diplo)          | 2:45     |  |
| 6.                           | «Cool» (Photek Remix)                                  | 5:49     |  |
| 7.                           | «Hollaback Girl» (Dance Hollaback Remix by Tony Kanal) | 6:52     |  |

## Posicionamiento en listas
| País (Lista 2004-05) | Mejor posición |
| -------------------- | -------------- |
| Alemania             | 11             |
| Australia            | 1              |
| Austria              | 12             |
| Bélgica Flandes      | 20             |
| Bélgica Valonia      | 33             |
| Canadá               | 3              |
| Dinamarca            | 10             |
| España               | 35             |
| Estados Unidos       | 5              |
| Finlandia            | 3              |
| Francia              | 19             |
| Grecia               | 3              |
| Irlanda              | 5              |
| Italia               | 24             |
| Japón                | 36             |
| México               | 9              |
| Noruega              | 6              |
| Nueva Zelanda        | 5              |
| Países Bajos         | 14             |
| República Checa      | 15             |
| Reino Unido          | 4              |
| Suecia               | 8              |
| Suiza                | 17             |
| Unión Europea        | 5              |

| País (Lista 2005) | Posición |
| ----------------- | -------- |
| Alemania          | 31       |
| Australia         | 4        |
| Bélgica Flandes   | 41       |
| Bélgica Valonia   | 71       |
| Dinamarca         | 53       |
| Estados Unidos    | 6        |
| Finlandia         | 17       |
| Francia           | 56       |
| México            | 48       |
| Nueva Zelanda     | 14       |
| Reino Unido       | 22       |
| Suecia            | 34       |
| Suiza             | 33       |
| Mundo             | 12       |

| País (Lista 2000—09) | Posición |
| -------------------- | -------- |
| Australia            | 49       |
| Estados Unidos       | 72       |

## Certificaciones
| País (organismo certificador) | Certificaciones |
| ----------------------------- | --------------- |
| Alemania (BVMI)               | Oro             |
| Argentina (CAPIF)             | Oro             |
| Australia (ARIA)              | 4× Platino      |
| Austria (IFPI — Austria)      | Oro             |
| Canadá (CRIA)                 | 5× Platino      |
| Dinamarca (IFPI — Dinamarca)  | Oro             |
| Estados Unidos (RIAA)         | 5× Platino      |
| Finlandia (IFPI — Finlandia)  | Oro             |
| Francia (SNEP)                | Oro             |
| Hungría (Mahasz)              | Oro             |
| Irlanda (IRMA)                | 3× Platino      |
| Italia (FIMI)                 | Platino         |
| Japón (RIAJ)                  | Oro             |
| México (AMPROFON)             | Oro             |
| Noruega (IFPI — Noruega)      | Platino         |
| Nueva Zelanda (RIANZ)         | 2× Platino      |
| Reino Unido (BPI)             | 3× Platino      |
| Rusia (NFPP)                  | Platino         |
| Suecia (IFPI — Suecia)        | Oro             |
| Suiza (IFPI — Suiza)          | Oro             |
| Unión Europea (IFPI)          | Platino         |

## Historial de lanzamientos
| País           | Fecha                   | Discográfica       |
| -------------- | ----------------------- | ------------------ |
| Italia         | 12 de noviembre de 2004 | Interscope Records |
| Países Bajos   | 19 de noviembre de 2004 | Interscope Records |
| Japón          | 21 de noviembre de 2004 | Interscope Records |
| Alemania       | 22 de noviembre de 2004 | Interscope Records |
| Australia      | 22 de noviembre de 2004 | Interscope Records |
| Francia        | 22 de noviembre de 2004 | Interscope Records |
| Reino Unido    | 22 de noviembre de 2004 | Polydor Records    |
| Estados Unidos | 23 de noviembre de 2004 | Interscope Records |
| Suecia         | 24 de noviembre de 2004 | Interscope Records |

## Créditos y personal
- Gwen Stefani: voz y dirección creativa.
- Rusty Anderson: guitarra adicional (1).
- André 3000: teclados, mezcla, producción, voz (5, 12); guitarras y programación (5).
- Bobby Ross Avila: guitarras y teclados (7).
- Dallas Austin: tambores, teclados y producción (4, 11).
- Mark Batson: teclado bajo y teclados (5, 12).
- Warren Bletcher: asistencia de ingeniería (5, 12).
- Chipz: programación (6).
- Jolie Clemens: dirección artística y diseño gráfico.
- Andrew Coleman: ingeniería (3).
- Lisa Coleman: teclados (9).
- Greg Collins: ingeniería (1, 2, 4, 6, 9, 11); mezcla (5, 12); guitarra y slide (9).
- Sheldon Conrich: teclados (6).
- Cindy Cooper: coordinación de embalaje.
- John Copeland: logotipo, borde y tipo de ilustraciones.
- Ian Cross: ingeniería (7).
- Dr. Dre: mezcla y producción (2).
- Mike Elizondo: guitarras y teclados (2).
- Eve: rap (2).
- Nick Ferrero: asistencia de ingeniería (5, 12).
- Jason Finkel: asistencia de ingeniería (3).
- Francis Forde: asistencia de ingeniería (2).
- Nicole Frantz: coordinación de arte y fotografía.
- John Frye: ingeniería (5, 12).
- Brian «Big Bass» Gardner: masterización.
- GMR: palabra hablada en francés (6).
- Simon Gogerly: ingeniería (6, 9, 11) y programación (6).
- Lee Groves: programación de mezcla (6, 8–10) y teclados (8–10).
- Cesar Guevara: asistencia de ingeniería (4, 11).
- Rob Haggett: asistencia de ingeniería (1, 4, 6–11).
- Doug Harms: asistencia de ingeniería (4, 11).
- Peter Hook: bajo (9).
- Nellee Hooper: producción (1, 6, 9, 11) y producción adicional (4).
- Ray Ibe: dirección de sitio web
- Jimmy Iovine: A&R.
- Mauricio «Veto» Irragorri: ingeniería (2).
- IZ: tambores y percusión (7).
- Jimmy Jam: bajo y producción (7).
- Tony Kanal: teclados, producción, programación y sintetizadores (6, 8, 10).
- Rouble Kapoor: asistencia de ingeniería (2).
- Kevin Kendricks: teclados y piano (12).
- Nick Knight: fotografía.
- Jason Lader: programación (4, 6, 9, 11) e ingeniería adicional (6).
- Terry Lewis: producción (7).
- Sam Littlemore: programación (1).
- Aidan Love: programación (6, 9, 11).
- Matt Marrin: ingeniería (7).
- Naomi Martin: coros (7).
- Wendy Melvoin: guitarras (9).
- Aaron Mills: bajo (12).
- Kevin Mills: asistencia de ingeniería (1, 4–6, 9, 11, 12).
- Colin «Dog» Mitchell: ingeniería (6, 8, 10).
- The Neptunes: producción (3).
- Pete Novak: ingeniería (5, 12).
- Tomoe Ohnishi: coordinación de ilustración.
- Mimi (Audia) Parker: coros (1).
- Ewan Pearson: programación (9, 11).
- Linda Perry: guitarras, ingeniería de guitarra, ingeniería de teclado y teclados (1).
- Glenn Pittman: asistencia de ingeniería (5, 12).
- Tony Reyes: bajo y guitarra Line 6 (4, 11).
- Ian Rossiter: ingeniería (1) y asistencia de ingeniería (6, 9, 11).
- Seven: voces adicionales (5).
- Paul Sheehy: ingeniería de asistencia (4).
- Rick Sheppard: ingeniería, MIDI y diseñador de sonido (4, 11).
- Shinjuko: ilustraciones.
- Jaime Sickora: asistencia de ingeniería (2, 5, 12).
- Mark «Spike» Stent: mezcla (1, 4, 6–11) y producción adicional (7, 9, 10).
- Bernard Sumner: coros (9).
- Cutmaster Swiff – cortes.
- Sean Tallman: asistencia de ingeniería (5, 12).
- Phil Tan: mezcla (3).
- David Treahearn: asistencia de ingeniería (1, 4, 6–11).
- John Warren: asistencia de ingeniería (5).
- Mark Williams: A&R.
- Brad Winslow: asistencia de ingeniería (2).
- James «Big Jim» Wright: teclados (7).
- Zoey: coros (7).

Fuentes: notas de Love. Angel. Music. Baby., Allmusic y Discogs.